# 廖勝文
廖勝文（1962年3月29日—）是台中大甲出生的工藝家。畢業於大甲高中美工科，原本從事醬菜工作的廖勝文，因傷轉換跑道，於1996年參加國立臺灣工藝研究發展中心開辦的漆器藝人陳火慶技藝傳習班，研習結業隔年就入選第52屆全省美展；大甲鐵砧山下的自宅設立「鐵山漆坊」從事創作以及推廣漆藝，2006年時榮獲第一屆台灣工藝之家。
在漆藝創作上著重天然漆料的運用，多進行脫胎作品的製作，採用紅、黑、金三種顏色使用，同時也積極嘗試新材料，曾融入現代發泡材跟壓克力，在2009年時於國立臺灣工藝研究發展中心媒合下與設計師廖柏晴起利用漂流木，製作成不規則形狀的漆器櫃子；另和周育潤合作創作以蘋果為造型的漆器凳子。2016年登錄為台中市傳統漆藝「漆藝-夾紵漆器」保存者。

## 得獎紀錄
- 1997年 第五十二屆全省美展工藝類入選、台中縣美展工藝類第二名
- 1998年 第六屆台灣工藝設計競賽入選、台中縣美展工藝類第一名、第一屆府城民間傳統工藝展彩繪入選
- 1999年 第四屆大墩美展工藝類優選、第七屆台灣工藝設計競賽優選、第二屆傳統工藝獎其他類佳作
- 2000年 第五屆大墩美展工藝類第三名、第五十四屆全省美展優選
- 2001年 第六屆大墩美展工藝類優選、第一屆國家工藝獎入選
- 2002年 第五十六屆全省美展優選、第十六屆全國美展入選、第七屆大墩美展工藝類優選
- 2003年 第三屆國家工藝獎入選
- 2006年 第六屆國家工藝獎入選

## 展演紀錄
- 1998年 漆器藝師陳火慶師生聯展、中日漆藝交流展
- 1999年 參加紐約、巴黎中華新聞文化中心、台北藝廊「中國春節-十二生肖特展」、台中縣政府中庭藝廊聯展
- 2000年 總統府藝廊-龍年特展、紐約、巴黎中華新聞文化中心、台北藝廊「中國春節-龍年特展」
- 2001年 總統府藝廊-十二生肖特展、行政院文化建設委員會駐紐約中華新聞文化中心舉辦之九十年度「漆藝之美」特展現場示範表演
- 2003年 第十五屆台中縣美術家接力展漆藝個展
- 2004年 中日漆藝交流展在豐原
- 2006年 台中縣漆藝會-漆藝聯展、日本明治神宮-漆的美展、漆藝大師王清霜85回顧展、大甲高工廖勝文漆藝展
- 2010年 米蘭國際家具展
- 2012年 舉辦「漆象萬千」廖勝文漆藝創作展
- 2013年 台南總爺藝文中心「漆象萬千」廖勝文漆藝創作展、桃園鶯歌台華窯「漆象漂流」廖勝文個展、國立台東生活美學館「漆象萬千」廖勝文漆藝創作展
- 2014年 台中市美術家資料館-「漆彩春秋」聯展、「對話-海峽兩岸漆藝師的異想世界」展、大漆藝術-2014海峽兩岸漆藝術大展
- 2015年 2015器-畫2015廖勝文漆藝展
- 2016年 登錄為台中市傳統漆藝「漆藝-夾紵漆器」保存者
- 2018年 舉辦「髹漆彩飾」廖勝文漆藝展
- 2019年 舉辦「樹語」廖勝文漆藝創作展